# Livange
Livange (luxembourgeois : Léiweng, allemand : Livingen) est une section de la commune luxembourgeoise de Roeser située dans le canton d'Esch-sur-Alzette.